# Agrothereutes transsylvanicus
Agrothereutes transsylvanicus là một loài tò vò trong họ Ichneumonidae.